# Eichlberg (Hemau)

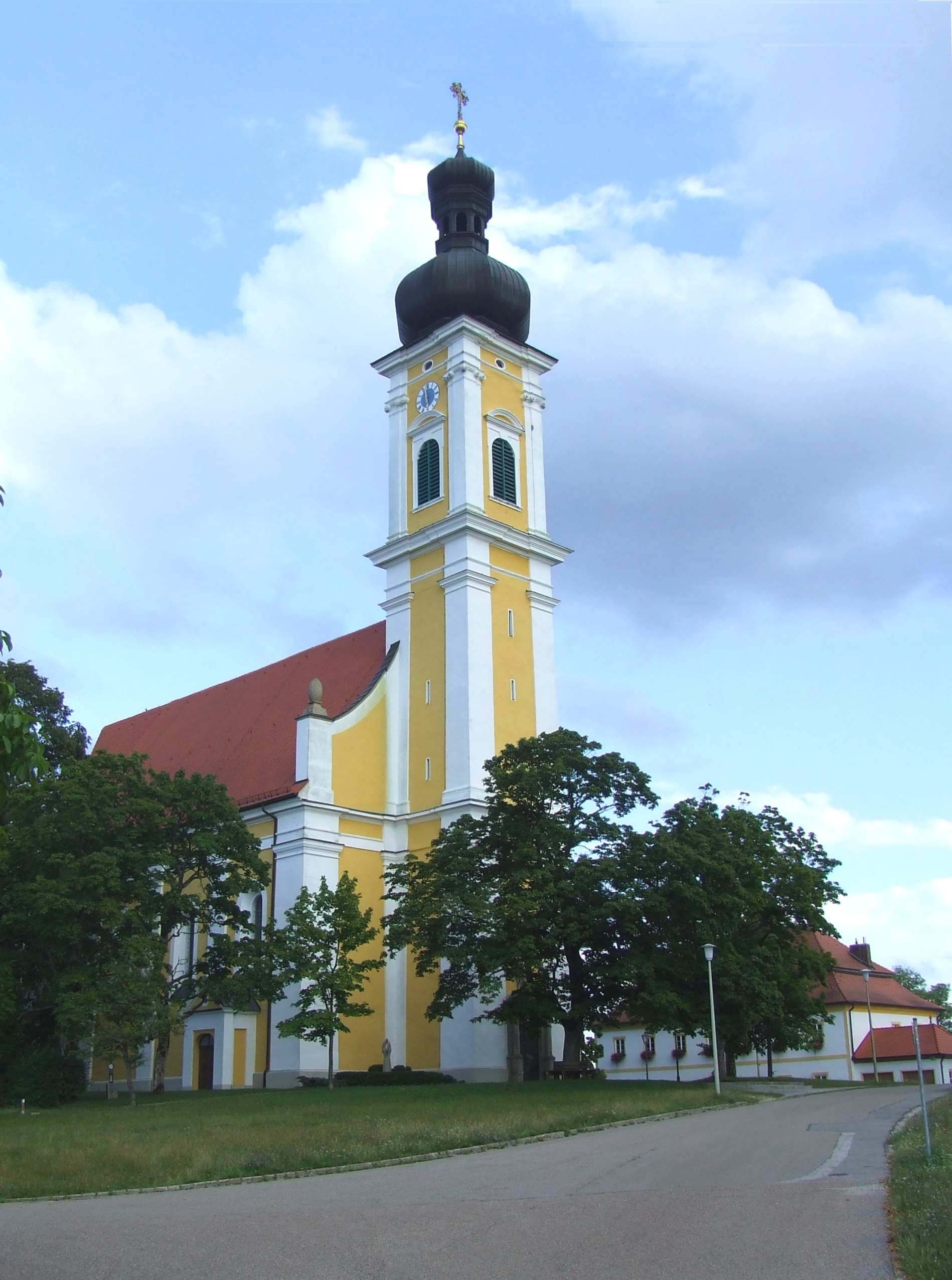
Die Wallfahrtskirche von Nordwesten

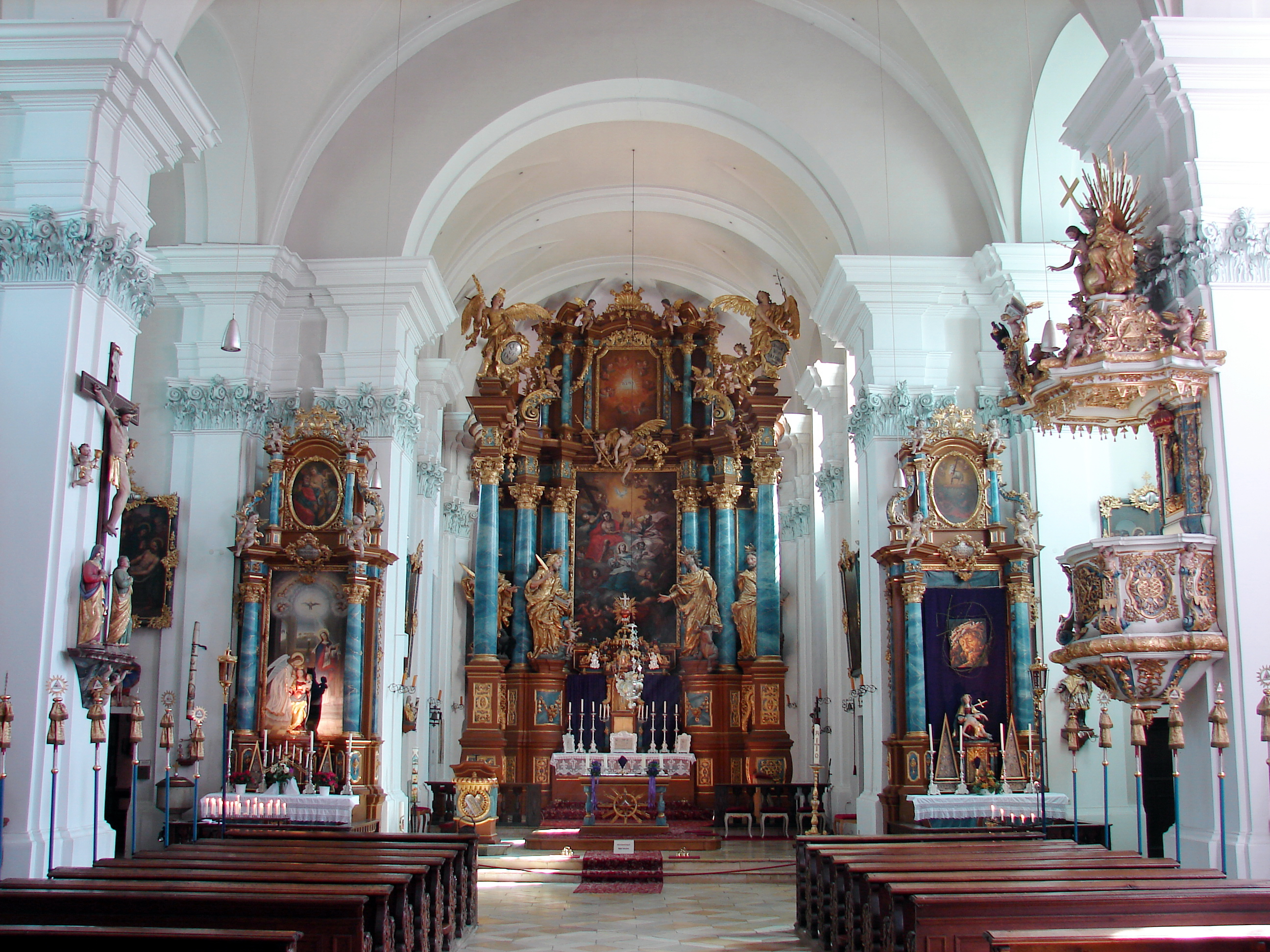
Wallfahrtskirche Eichlberg – Hl. Dreifaltigkeit: Innenraum

Eichlberg ist ein Weiler der Oberpfälzer Stadt Hemau im nordwestlichen Teil des Landkreises Regensburg. Es ist zudem der Name der dort befindlichen barocken Pfarr- und Wallfahrtskirche sowie ursprünglich des Berges, auf dem sich der Weiler befindet. Jährlich pilgern anlässig des Dreifaltigkeitsfestes und des damit verbundenen Bruderschaftsfestes zahlreiche Wallfahrer auf den Eichlberg. Zeitgleich findet auch ein Markt statt. Am 1. Januar 1972 wurde Eichlberg mit dem Hauptort Berletzhof nach Hemau eingemeindet.

## Geographie
Mit ca. 582 m Höhe ragt der Bergkegel aus der Hochebene des Oberpfälzer Jura empor und ist mit der darauf befindlichen Wallfahrtskirche ein weithin sichtbarer, markanter Orientierungspunkt für die Region.

## Kirche
Die Kirche ist ein Barockbau des Graubündner Baumeisters Giovanni Battista Camessina, der im Dienst des benachbarten Eichstätter Hochstifts stand. Sie entstand 1697 bis 1711 und umfasst auch den Vorgängerbau, eine kleine Kapelle, die zwischen 1693 und 1695 entstand und das Gnadenbild Die Krönung Mariens durch die hl. Dreifaltigkeit des Malers Johann Held aus Stadtamhof enthält. Die kleine Gnadenkapelle enthält zudem eine Reihe von Votivbildern und Votivgaben, u. a. aus Silber geformte, erkrankte Gliedmaßen von Rekonvaleszenten. Der Innenraum der Kirchen selbst wirkt trotz seiner barocken Altäre etwas streng und karg, da aus finanziellen Gründen die wohl ursprünglich geplante Stuckierung des Raums unterblieben ist. Der Hauptaltar wiederholt das Thema der Gnadenkapelle mit der Krönung Mariens. Die beiden Seitenaltäre behandeln die Themen Mariä Verkündigung (links) und Maria bei der Kreuzabnahme (rechts).
Kirchweih wird am 2. Sonntag im September gefeiert, das Patrozinium am 12. September (Mariä Namen). Am Sonntag nach Pfingsten (Dreifaltigkeitssonntag) findet jährlich das Bruderschaftsfest der Bruderschaft von der heiligsten Dreifaltigkeit statt. Die Bruderschaft gehört zu dem von den Heiligen Johannes von Matha und Felix von Valois gestifteten Trinitarier-Orden, der sich um den Freikauf christlicher Gefangener und Sklaven aus islamischer Gefangenschaft bemühte. Von den beiden Heiligen befinden sich ebenfalls Bilder in der Kirche.